# Сондерс, Джордж
Джордж Сондерс (англ. George Saunders; род. 2 декабря 1958, Амарилло, Техас, США) — американский писатель, эссеист и сценарист, чьи книги входили в список бестселлеров по версии «The New York Times».

## Биография
Джордж Сондерс родился в Амарилло, штат Техас, и вырос в южном пригороде Чикаго, где окончил школу Oak Forest High School. В 1981 году Сондерс получил степень бакалавра наук в области геофизики в Колорадской горной школе имени Артура Лейкса (город Голден, Колорадо). В 1988 году он окончил Сиракьюсский университет со степенью магистра в области литературного творчества.
С 1989 по 1996 год Сондерс работал составителем технической документации и инженером-геофизиком в компании Radian International (город Рочестер, штат Нью-Йорк), разрабатывавшей методы охраны окружающей среды. Он также некоторое время был членом экипажа судна, занимавшегося поисками нефти в районе острова Суматра.
С 1997 года Сондерс преподавал в Сиракузском университете, одновременно публикуя художественную и научную литературу. В 2006 году он был награждён стипендией Мак-Артура в размере $500 тыс., а также был удостоен стипендии Гуггенхайма. В том же году Сондерсу вручили «Всемирную премию фэнтези» за рассказ CommComm. В 2007 году его сборник рассказов In Persuasion Nation был номинирован на премию The Story Prize. В 2013 году Сондерс был удостоен награды PEN/Malamud Award. Сондерс четыре раза становился лауреатом премии National Magazine Awards (1994, 1996, 2000 и 2004 года), а в 1997 году завоевал второй приз «Премии О. Генри» (за рассказ The Falls).
В своих произведениях Сондерс часто фокусирует внимание на абсурдность потребительства и корпоративной культуры, а также на роль средств массовой информации. Хотя многие критики усматривают сатирические тона в большинстве работ Сондерса, он также поднимает вопросы морали. Из-за трагикомических элементов в творчестве, его сравнивают с Куртом Воннегутом, чьи произведения вдохновляли Сондерса.
В конце 1990-х годов Бен Стиллер приобрёл права на экранизацию повести CivilWarLand in Bad Decline. Сондерс также написал сценарий полнометражного фильма, основанный на его рассказе Sea Oak.
Сондерс является последователем буддийской школы Ньингма.
В 2017 году удостоен Букеровской премии за исторический роман «Линкольн в бардо» и в 2018 году за нее же получил Heartland Prize.

### Беллетристика
- CivilWarLand in Bad Decline (1996; рассказы и повесть)
- Pastoralia (2000; рассказы и повесть)
- The Very Persistent Gappers of Frip (2000; повесть с иллюстрациями Лэйн Смит; бестселлер по версии The New York Times)
- The Brief and Frightening Reign of Phil (2005; повесть)
- In Persuasion Nation (2006; рассказы)
- Tenth of December: Stories (2013; рассказы; бестселлер по версии The New York Times)
- Fox 8 (2013; рассказы)

### Небеллетристическая литература
- A Bee Stung Me, So I Killed All the Fish (Notes from the Homeland 2003—2006) (2006)
- The Braindead Megaphone (2007; сборник эссе)
- A Swim in a Pond in the Rain (2021)

### Антологии
- Fakes: An Anthology of Pseudo-Interviews, Faux-Lectures, Quasi-Letters, «Found» Texts, and Other Fraudulent Artifacts, под редакцией Дэвида Шилдса и Мэттью Воллмера (2012)